# 凱文·邁克爾·摩爾
凱文·邁克爾·摩爾（英語：Kevin Michael Moore，1951年7月17日—）是美國佛羅里達州南區地方法院的首席法官。

## 早期生活和教育
摩爾1951年出生在佛羅里達州的科勒爾蓋布爾斯，是七個孩子中的第五個，分別是小托馬斯·弗朗西斯·摩爾和珍妮特·費伊·摩爾。1972年獲佛羅里達州立大學文學學士學位，1976年獲福坦莫大學法學院法學博士學位。